# Yannick Hodbert
 (novembre 2012).
 (mars 2020).
Il peut être nécessaire de l'améliorer pour respecter le principe de neutralité de point de vue. Veuillez consulter la page de discussion pour plus de détails.

Yannick Hodbert est un auteur de bande dessinée né à Libourne en France le 14 mai 1944, son nom d'artiste est Yannick.

## Biographie
Par René Deynis, il entre en 1969, le 1er avril aux éditions Vaillant pour le magazine Pif Gadget comme dessinateur - scénariste de la série Pif , il fait toutes les couvertures et illustrations où il y a Pif ou Hercule. Il travaille dans les locaux du journal où travaille Jacques Tabary qui fait Totoche Poche. Arrive un peu plus tard Michel Motti. Entre 1970 et 1972 ils feront plusieurs histoires de Pif à quatre mains, en mélangeant scénarios et dessins. De 1975 à fin 1976, création de la série Les apprentis sorciers  ; le contrat d'édition est au nom de Yannick. En septembre 1975 il s'installe à Narbonne. En septembre 1976, sur proposition de Claude Gendrot il crée la série Hercule, série indépendante de  la bande dessinée Pif le chien créée par José Cabrero dit Arnal. Il en est le scénariste-dessinateur. Les couleurs sont faites au début par l'imprimerie sur ses indications puis par Anna Marie Ducasse.
Au décès de Jean-Claude Poirier en 1981, l'agence Grey lui demande de prendre la suite de la création des vignettes du chewing-gum Malabar et des bandes dessinées publicitaires de la marque. Il fera quatre dessins animés (scénarios, story, personnages et décors). Il demande à Michel Motti et à François Dimberton de venir l'aider pour les nombreuses vignettes a produire. Avec Micel Motti il dessinera un album pour les vignettes.
- 1987   Création de la Morgueluse Parution dans Pif Gadget. Histoire faite à quatre mains: le scénario, la mise en page, les personnages, les décors et encrages tout est fait à deux entre Yannick Hodbert et Michel Motti. (les personnages sont déposés aux deux noms). Le contrat d'édition est aux deux noms à parts égales.
- 1987 à 1994 : Création de la série Looping et Tonneau, scénarios et dessins dans Pif Gadget, éditions Vaillant.

En 1994, la disparition des éditions Vaillant qui deviennent Scanéditions.
- 1993 à 1994 : Série Pierre Lagagne pour Miroir du cyclisme et Nanouk dans Pif découverte (mensuel qui n'a eu que trois numéro), Scanéditions.
- 1994 à 2005: Création de Croglok, bande hebdomadaire publiée dans le Dauphiné libéré de 1994 à 2001, Corinne et Jeannot[2] de février à novembre 1999 et Centre Presse de 2001 à 2003
- 1995 à 2010 de nombreuses couvertures pour Mickey Parade , Le Journal de Mickey, et Mickey Jeux . scénario pour Oncle Picsou et à partir de 1998 des jeux dans Le Journal de Mickey (meli-melo, différences, Anomalies, illustrations)[3]
- 1998 : Création des séries:  Cool Cool dans Le Journal de Mickey, de Super Pig en vrac (gags) dans Mickey Jeux) et de Monsieur le Président dans Le Journal de Mickey.

2002  Création de Magicland, scénario Erroc Histoire en bandes dessinées dans Super Picsou Géant. 
2022 à aujourd'hui, création de Sir Mac Do série en bandes dessinées pour la jeunesse, Erroc au scénario dans   Super Picsou Géant.

## Publications

### En tant que dessinateur - scénariste - Coloriste
Album Hercule.
- 1980 : Hercule contre Hercule édition Vaillant.
- 2002 : Ras l'képi! édition	 Bamboo.
- 2010 : Sparadraps en folie édition  Bamboo.
- 2013 : Hercule, le retour (scénario Erroc) Bamboo

### En tant que dessinateur - scénariste
Album Hercule
- 1981 : Le magnifique édition Vaillant
- 1986 : L'île aux cent mille gags édition Vaillant - Coloriste : Anne-Marie Ducasse.
- 1987 : L'agent trouble édition Messidor - Coloriste : Anne-Marie Ducasse.
- 1993 : Mon bêtisier édition Scandéditions (ex édition Vaillant) - Coloriste : Anne-Marie Ducasse.
- 2001 : Bazar de Grumlot! édition  Bamboo - Coloriste : Anne-Marie Ducasse[4].

Super Hercule: Toutes les couvertures à partir du no 4
- 1975 : Le mauvais génie de la farce, scénariste Michel Motti et Yannick.

### En tant que dessinateur - coloriste
- 2012 : Magicland : Philtra mène l'enquète ! (scénario d'Erroc)

### En tant que dessinateur
En album sur des scénarios d'Erroc.
- 2006 : Plans de carrière : Ado, boulot, dodo- Coloriste : Anne-Marie Ducasse.
- 2008 : Plans de carrière : Un cv dans la mare- Coloriste : Caroline Romaneix.